# KW Водолея
KW Водолея (лат. KW Aquarii), HD 212890 — одиночная переменная звезда в созвездии Водолея на расстоянии приблизительно 1832 световых лет (около 562 парсеков) от Солнца. Видимая звёздная величина звезды — от +8,31m до +7,92m.

## Характеристики
KW Водолея — красный гигант, пульсирующая медленная неправильная переменная звезда (LB) спектрального класса M3III. Эффективная температура — около 3648 К.